# Stadtmuseum Münster
Das Stadtmuseum Münster beschäftigt sich mit der Stadtgeschichte der westfälischen Stadt Münster.

## Geschichte

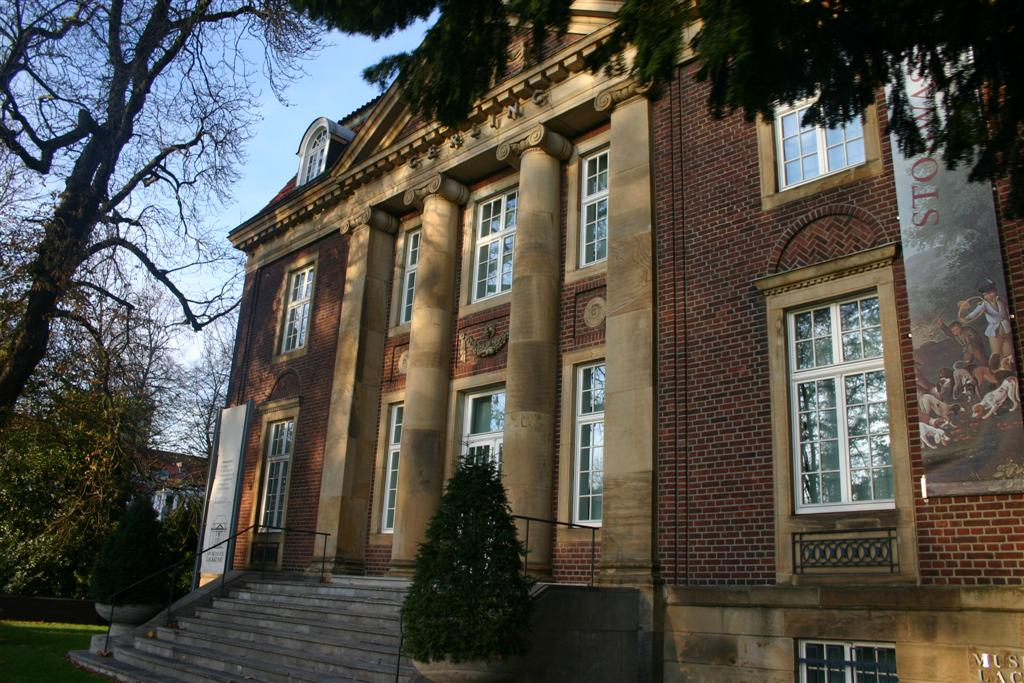
Das ehemalige Gebäude beherbergte später das Museum für Lackkunst

Das Stadtmuseum wurde 1979 gegründet und befand sich zunächst in der Gerling-Villa an der Windthorststraße. Die Eröffnung fand am 31. August 1982 mit der Ausstellung „Die Wiedertäufer“ statt. Da sich dieses Gebäude für den Museumsbetrieb als zu klein erwies, wurde 1989 nach Entwürfen der Architekten Rainer Maria Kresing und Christoph von Hausen das leerstehende Kaufhaus Althoff an der Salzstraße zum neuen Standort des Museums ausgebaut. Hier sind neben dem Museum auch zahlreiche Geschäfte untergebracht. Die Fassade des alten Kaufhauses blieb erhalten und steht unter Denkmalschutz. In der Gerling-Villa befiand sich bis zum 1. Februar 2024 das Museum für Lackkunst.

## Schausammlung
Die ständige Schausammlung liegt im ersten und zweiten Obergeschoss. In insgesamt 33 Kabinetten auf einer Gesamtfläche von 2.500 m2 werden im ersten Obergeschoss die Zeit von der Gründung der Stadt bis zum Ende des Fürstbistums im 19. Jahrhundert und im zweiten die Neuzeit thematisch behandelt wie mit Sachzeugen dokumentiert. Die Entwicklung der Stadt wird mit Stadt- und Gebäudemodellen verdeutlicht, das Stadtleben durch das historische „Café Müller“ aus den 1950er Jahren und das Wohnen mit dem ausgestellten Zimmer des münsterschen Jugendstil-Künstlers Bernhard Pankok vorgestellt. 
Nach Gründung des Stadtmuseums wurde mit Unterstützung von Sponsoren eine Sammlung des Barock-Malers Johann Bockhorst angelegt. Bockhorst wurde um 1604 in Münster geboren, in Antwerpen ein enger Mitarbeiter von Peter Paul Rubens und Freund von Anthonis van Dyck. Sein Werk gehört heute zur Sammlung des Museums, das anlässlich seines 330. Todesjahres 1998 wieder umfassend in Münster zu sehen war, nachdem infolge des Zweiten Weltkriegs nur noch wenige seiner Arbeiten erhalten blieben.

## Sonderausstellungen
Neben der permanenten Schausammlung veranstaltet das Stadtmuseum zahlreiche Sonderausstellungen zu aktuellen Themen sowie zu besonderen Jubiläen. In den letzten Jahren waren dies unter anderem Ausstellungen über Ausgrabungen an der Stubengasse, über den Binnenhafen, der sein Erscheinungsbild in den letzten Jahren des 20. Jahrhunderts stark verändert hat und heute als Kulturzone mit Kneipen und Ateliers für Künstler dient. Weitere Ausstellungen: Zum 100-jährigen Jubiläum der Stadtwerke Münster, zur 1200-jährigen Gründung der Stadt durch Liudger sowie über den Gründer des Zoos, Hermann Landois. Außerdem gab es Fotoausstellungen zu den „fetten Jahren“ der 1950er und den „bittern Jahren“ nach dem Zweiten Weltkrieg. Weiterhin gab es eine Ausstellung zum 40-jährigen Jubiläum des ersten Deutschlandkonzerts der Rolling Stones, das am 11. September 1965 in der Halle Münsterland stattfand. Die Ausstellungsreihe „Vor 50 Jahren“ blickt, jährlich neu zusammengestellt, mit einer umfangreichen Auswahl von Fotos auf jeweils ein Jahr zurück.

## Zweigstelle

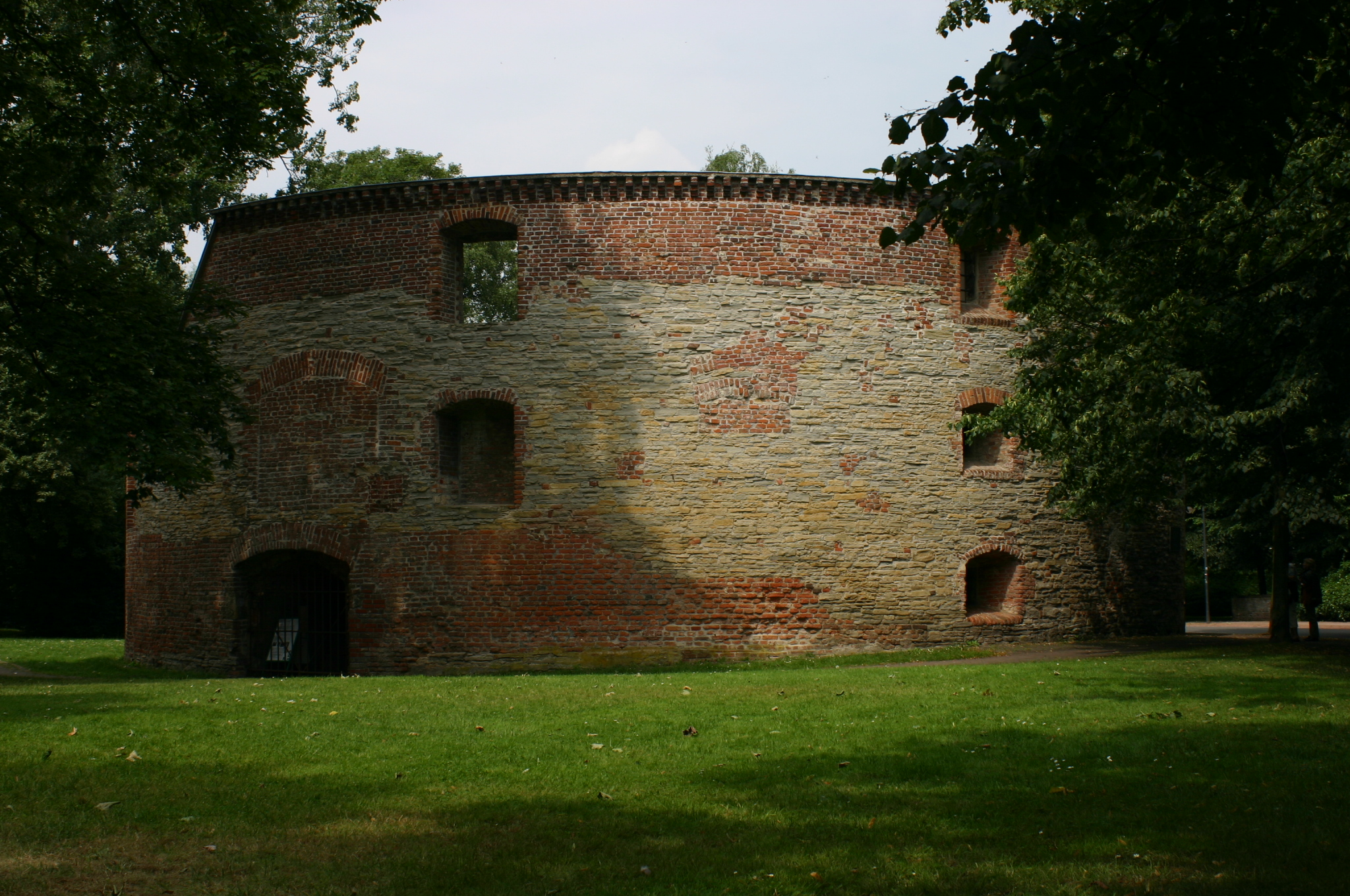
Der Zwinger (2005)

Eine Zweigstelle des Stadtmuseums Münster ist der Zwinger an der Promenade. Ursprünglich als Wehrturm in den Jahren um 1525/1528 errichtet, diente er später als Gefängnis, Maleratelier, Kulturheim der Hitlerjugend und im Zweiten Weltkrieg vorübergehend wieder als Gefängnis und Hinrichtungsstätte der Geheimen Staatspolizei (Gestapo). 1987 und 1997 wurde er im Rahmen der „Skulptur.Projekte“ als Mahnmal zur Erinnerung an die Opfer der Gewalt in Münster, an die Opfer der Kriegsgewalt und der Verfolgung Unschuldiger, besonders an die unmenschliche Strafjustiz und den Terror gegen politische Gegner, Angehörige von Minderheiten und Kriegsgefangene während des NS-Regimes ausgebaut. Dafür setzte die Künstlerin Rebecca Horn die Skulptur Das gegenläufige Konzert um.

## Besucherzahlen
Das Museum hatte im Jahr 2005 mehr als 100.000 Besucher. Im Jahr 2011 wurden 113.000 Besucher gezählt und damit nach Aussage von Barbara Rommé, Leiterin des Stadtmuseums, „das drittbeste Ergebnis seit Bestehen des Museums 1989“ erzielt. Erneut mehr als 100.000 Gäste verzeichnete das Museum im Jahr 2013, wodurch es zum besucherstärksten Museum Münsters wurde.

## Träger
Das Museum wird von der Stadt Münster getragen. Eine finanzielle Unterstützung erfolgt außerdem durch den bereits 1978 gegründeten „Förderverein Stadtmuseum Münster e. V.“ (bis 2008 Verein Münster-Museum e. V.). Dieser hat u. a. zahlreiche Architekturmodelle fertigen lassen sowie den Ankauf einiger hundert Originalobjekte für die Sammlung des Museums finanziert.